# 慶安県
慶安県（けいあん-けん）は中華人民共和国黒竜江省綏化市に位置する県。県人民政府駐地は慶安鎮。

## 歴史
1904年（光緒30年）、清朝により設置された余慶県を前身とする。1909年（宣統元年）に慶城県、1943年（康徳10年）に慶安県と改称され現在に至る。
1945年9月10日、日本の鉄驪地区開拓団が匪賊の襲撃を受けて200人以上が死亡。

## 行政区画
4街道、8鎮、6郷を管轄：
- 街道：吉康街道、慶瑞街道、平順街道、安泰街道
- 鎮：慶安鎮、民楽鎮、大羅鎮、平安鎮、勤労鎮、久勝鎮、同楽鎮、柳河鎮
- 郷：建民郷、巨宝山郷、豊収郷、発展郷、致富郷、歓勝郷

## 交通

### 鉄道
- 中国国家鉄路集団
  - 中国鉄路ハルビン局集団公司
    - 綏佳線（綏化方面）- 全勝駅（中国語版） - 竜船駅（中国語版） - 慶安駅 -（ジャムス方面）

### 道路
- 高速道路
  - 鶴哈高速道路
- 国道
  -  G222国道

## 健康・医療・衛生
- 慶安県人民医院